# آبگوشت دوغ‌دار

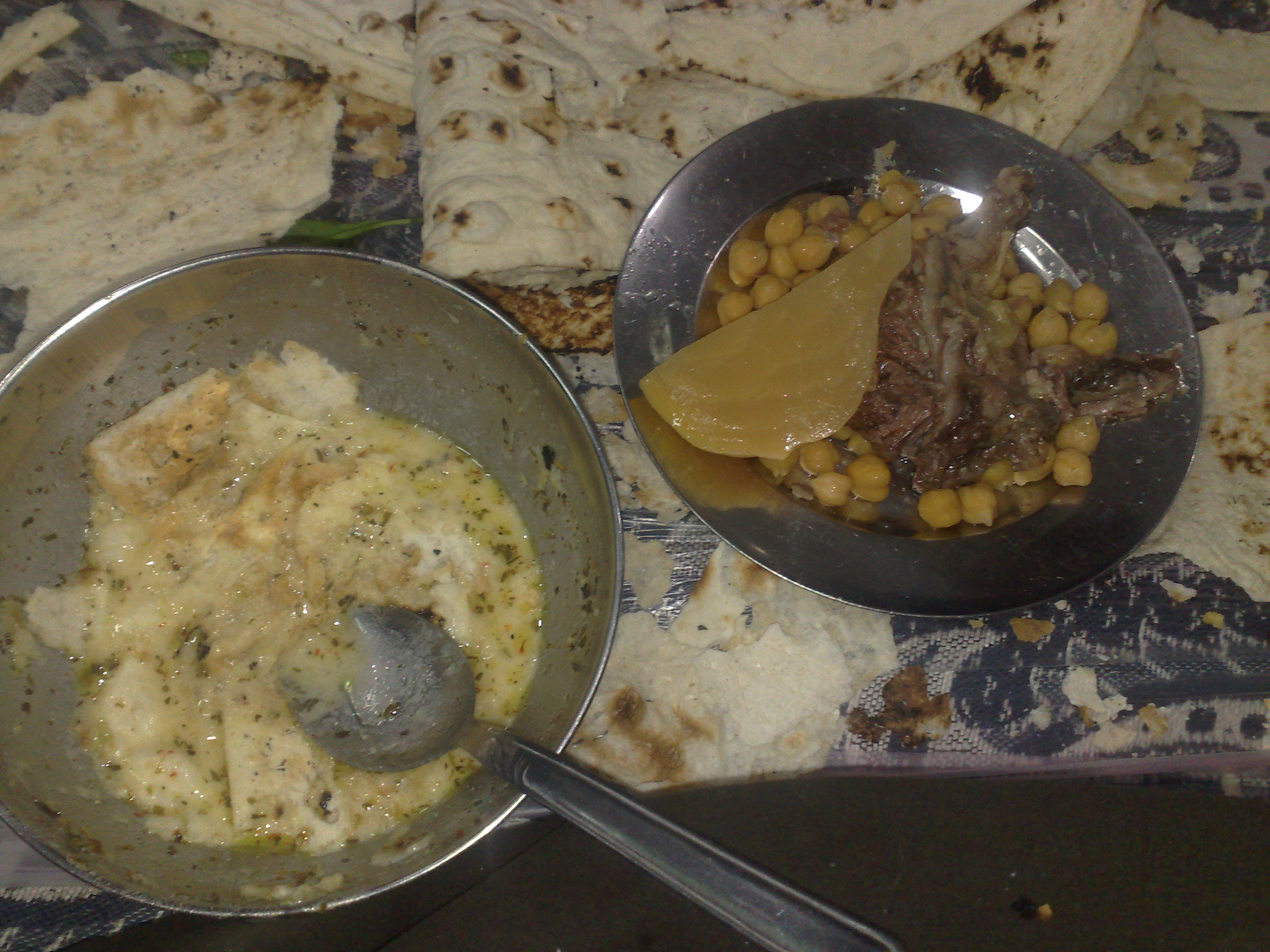
آبگوشت دوغ‌دار

آبگوشت دوغ‌دار که به لهجه اراکی دوگوله دودار معروف است، از خوراک‌های سنتی و محلی شهر اراک است.
این خوراک در برخی مناطق به نام آبگوشت کشک معروف است. اما در روش پخت تفاوت‌هایی دیده می‌شود.

## مواد اولیه
مواد اولیه شامل گوشت، نخود، لوبیا، سرخ کرده، پیاز، سیر، کشک، نعناداغ، ادویه است.